# Al-Mustansir I
Al-Mustansir I, död 1242, var abbasidernas 36:e kalif. Han var regerade kalif i Abbasidkalifatet mellan 1226 och 1242. 